# Henrik II av Braunschweig-Wolfenbüttel
Henrik II "den yngre" av Braunschweig-Wolfenbüttel, (tyska: Heinrich "der Jüngere"), född  10 november 1489 i Wolfenbüttel, död där 11 juni 1568, var hertig till Braunschweig-Lüneburg, furste av Braunschweig-Wolfenbüttel 1514-1568.
Han var son till hertig Henrik I av Braunschweig-Wolfenbüttel (1463-1514) och Katharina av Pommern (död 1526).

## Familj
Henrik d. y. gifte sig första gången 1515 med Maria av Württemberg (1496-1541). Paret fick följande barn:
1. Margarete (1516–1580), gift 1561 med hertig Johan av Münsterberg-Oels (1509–1565)
2. Andreas (*1517, † ung)
3. Katharina (1518–1574), gift 1537 med markgreve Johan av Brandenburg-Küstrin (1513–1571)
4. Marie (1521–1539), abbedissa av Gandersheim
5. Karl Viktor (1525–1553), stupad i slaget vid Sievershausen
6. Philipp Magnus (1527–1553), stupad i slaget vid Sievershausen
7. Julius av Braunschweig-Wolfenbüttel (1528-1589), hertig av Braunschweig-Wolfenbüttel, gift 1560 med Hedvig av Brandenburg (1540–1602)
8. Heinrich († ung)
9. Johann († ung)
10. Joachim († ung)
11. Clara (1532–1595), abbedissa av Gandersheim 1539–1547, gift 1560 med hertig Filip II av Braunschweig-Grubenhagen (1533–1596)

Henrik d.y. gifte om sig i Wolfenbüttel 1556 med Sofia Jagellonica (1522-1575), dotter till Sigismund I av Polen.